# Nudaurelia helena
Nudaurelia helena is een vlinder uit de familie nachtpauwogen (Saturniidae). De wetenschappelijke naam van deze soort is voor het eerst geldig gepubliceerd in 1939 door Kruck.
De soort komt voor in het Afrotropisch gebied.

## Synoniemen
- Imbrasia helena (Kruck, 1939)